# Lidia Skoblikova
Lidia Pavlovna Skoblikova (en russe : Лидия Павловна Скобликова — Lidiâ Pavlovna Skoblikova), née le 8 mars 1939 à Zlatooust, est une ancienne patineuse de vitesse russe. Elle a remporté un total de 6 médailles d'or sur l'ensemble des Jeux olympiques de Squaw Valley en 1960 et Innsbruck en 1964, où elle représente l'Union soviétique, ce qui fait d'elle la championne olympique la plus titrée dans sa discipline. Elle a également remporté 25 médailles d'or lors des Championnats du monde de patinage de vitesse (toutes disciplines confondues) et 15 médailles d'or lors des championnats nationaux d'Union soviétique.
Elle a l'honneur de faire partie des huit porteurs du drapeau olympique à la cérémonie d'ouverture des Jeux olympiques d'hiver de 2014, le 7 février 2014 à Sotchi.

## Biographie

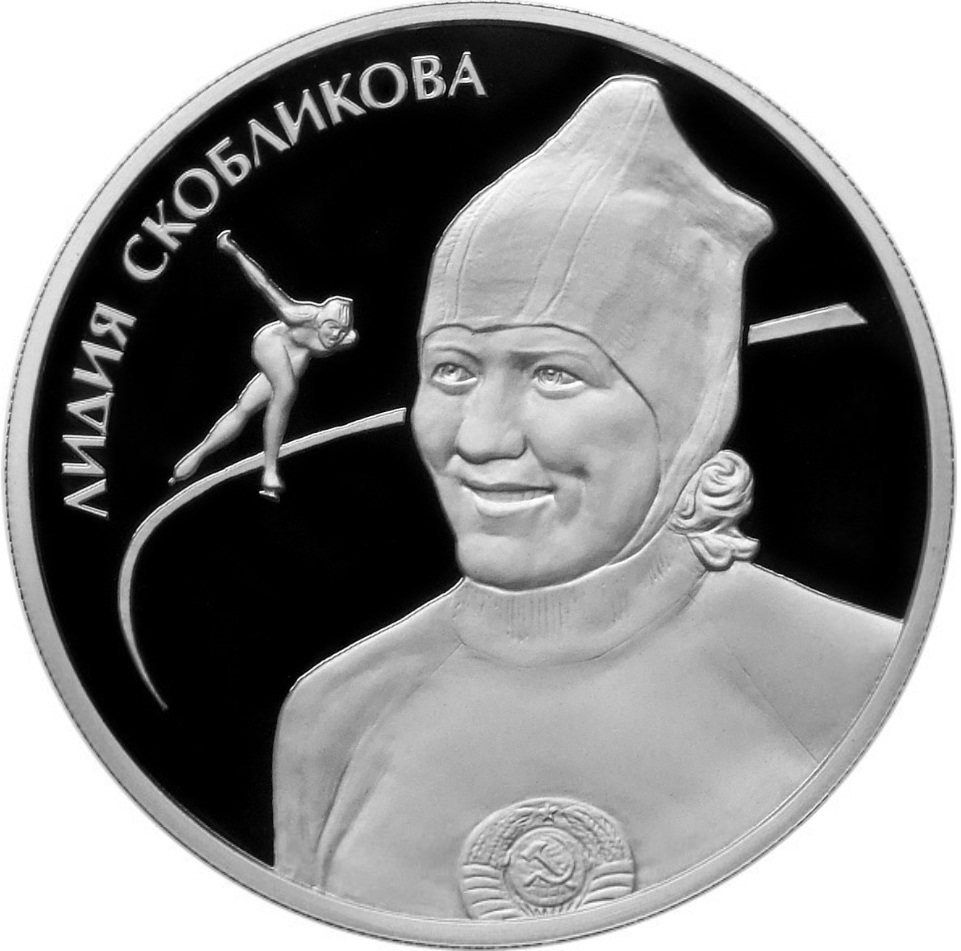
Pièce commémorative avec Lidia Skoblikova

Lidia Pavlovna Skoblikova est née à Zlatooust, dans la région de l'Oural, dans la RSFS de Russie en Union soviétique. Elle a fait ses études à la société sportive de Burevestnik puis à celle du Lokomotiv. En 1959, à l'âge de 19 ans, Skoblikova a été qualifiée pour intégrer l'équipe soviétique de patinage de vitesse après avoir terminé troisième des championnats nationaux. Aux championnats du monde de 1959, elle a remporté la médaille de bronze du classement général. Elle a également remporté deux autres médailles de bronze sur des épreuves à distance. La saison suivante, elle figure parmi les favorites pour le titre mondial après avoir remporté l'épreuve du 500 mètres et terminé 2e du 1500 mètres. Mais elle a chuté lors du 1000 mètres. Toutefois, elle a remporté le 3000 mètres et a à nouveau terminé à la troisième place finale. Également favorite pour les Jeux olympiques d'hiver de 1960, elle a participé à trois épreuves. Elle a remporté la médaille d'or sur 1500 mètres tout en battant le record du monde sur cette distance. Elle a terminé 4e du 1000 mètres. Elle a décroché ensuite une seconde médaille d'or lors de ces Jeux sur 3000 mètres. Elle a battu par la même occasion le record du monde du 3000 mètres.
Les saisons suivantes, elle est en concurrence avec ses compatriotes pour le titre de championne du monde. En 1961, elle a remporté une troisième médaille de bronze consécutive. Skoblikova a décroché une médaille d'argent en 1962. Finalement, elle a remporté le titre mondial en 1963 sur la piste de Karuizawa, au Japon. Elle a établi un nouveau record du monde du 1000 mètres lors de cette compétition.
Pour les Jeux olympiques d'hiver de 1964, la patineuse soviétique est qualifiée pour les quatre distances programmées : le 500 mètres, le 1000 mètres, le 1500 mètres et le 3000 mètres. Elle a réussi à remporter toutes les épreuves et a reçu quatre médailles d'or. Ce record n'a été battu qu'aux Jeux d'hiver de 1980 par Eric Heiden qui a remporté les cinq épreuves de patinage de vitesse. Deux semaines après les épreuves olympiques, elle a répété sa performance aux Championnats du monde où elle a remporté le titre sur les quatre mêmes distances.
Skoblikova a décidé de se retirer du circuit pendant deux saisons avant de revenir en 1967. Elle a établi un nouveau record du monde du 3000 mètres, mais elle n'a terminé que 4e aux Championnats du monde. En 1968, elle a participé pour la troisième et dernière fois aux Jeux olympiques d'hiver. Sa meilleure performance a été une 6e place sur l'épreuve du 3000 mètres.
Après sa retraite sportive en 1969, Skoblikova s'est installée à Moscou et a travaillé comme entraîneuse de patinage de vitesse à l'école du Lokomotiv. En 1973, elle a commencé des études à l'Académie du Travail et des Relations sociales et a reçu un diplôme en pédagogie en 1979. Elle est également devenue professeur en histoire. En 1983, elle a été membre du comité national olympique soviétique et a reçu un Ordre olympique d'argent des mains de Juan Antonio Samaranch, président du CIO. Elle a été présidente de Fédération russe de patinage de vitesse pendant 12 ans, puis entraîneuse-chef de l'équipe russe. En 1996, Skoblikova a été intronisée au Temple de la renommée internationale du sport féminin. Trois ans plus tard, elle a reçu l'Ordre du Mérite pour la Patrie de la part de Boris Eltsine. Le 7 février 2014, elle a été l'une des six personnes à porter le drapeau olympique lors de la cérémonie d'ouverture des Jeux olympiques d'hiver de 2014.

## Palmarès

### Jeux olympiques d'hiver de 1960
- sur 1500 mètres
- sur 3000 mètres

### Jeux olympiques d'hiver de 1964
- sur 500 mètres
- sur 1000 mètres
- sur 1500 mètres
- sur 3000 mètres

### Championnats du monde toutes épreuves
- en 1963 et 1964
- en 1962
- en 1959, 1960 et 1961

## Records
| Distance        | Temps  | Lieu         | Date            |
| --------------- | ------ | ------------ | --------------- |
| 1500 mètres     | 2:25.2 | Squaw Valley | 21 février 1960 |
| 1000 mètreseter | 1:31.8 | Karuizawa    | 22 février 1963 |
| 3000 mètreseter | 5:05.9 | Oslo         | 15 janvier 1967 |

| Distance    | Temps  | Lieu         | Date            |
| ----------- | ------ | ------------ | --------------- |
| 1000 mètres | 1:32.2 | Medeo        | 5 février 1963  |
| 1000 mètres | 1:31.8 | Karuizawa    | 22 février 1963 |
| 1500 mètres | 2:25.2 | Squaw Valley | 20 février 1960 |
| 3000 mètres | 5:04.2 | Tcheliabinsk | 12 janvier 1964 |

| Distance           | Temps   | Lieu         | Date               |
| ------------------ | ------- | ------------ | ------------------ |
| 500 mètres         | 45.0    | Innsbruck    | 30 janvier 1964    |
| 1000 mètres        | 1:31.8  | Karuizawa    | 22 février 1963    |
| 1500 mètres        | 2:21.8  | Medeo        | 27 janvier 1962    |
| 3000 mètres        | 5:04.2  | Tcheliabinsk | 12 janvier 1964    |
| Classement général | 190.817 | Karuizawa    | 21-22 février 1963 |